# Wabbaseka
Wabbaseka é uma cidade localizada no estado americano de Arkansas, no Condado de Jefferson.

## Demografia
Segundo o censo americano de 2000, a sua população era de 323 habitantes.
Em 2006, foi estimada uma população de 307, um decréscimo de 16 (-5.0%).

## Geografia
De acordo com o United States Census Bureau, a localidade tem uma área de 1,0 km², sem área coberta por água.

## Localidades na vizinhança
O diagrama seguinte representa as localidades num raio de 24 km ao redor de Wabbaseka.